# Call of Duty 2: Big Red One
Call of Duty 2: Big Red One è un videogioco d'azione della categoria sparatutto, prodotto da Activision e Treyarch e sviluppato per le piattaforme PlayStation 2, Xbox, e Gamecube.

## Trama
Nella campagna di Call of Duty 2: Big Red One il giocatore gioca sempre con lo stesso soldato (eccetto per una missione in cui il giocatore assume il ruolo del mitragliere di un bombardiere, fratello di un carrista incontrato dal protagonista). Sotto il comando del Sgt. Hawkins, egli combatte nelle file del Big Red One nelle operazioni Torch (Africa), Husky (Sicilia), e Overlord (Europa), su terra, mare, e aria.
Il gioco inizia in un flashback che prende parte subito dopo l'invasione anfibia dell'Algeria ad Orano. Il gioco poi si sposta nel Passo di Kasserine, e Kasserine, e nella battaglia finale nella campagna in Nord Africa, dove il giocatore assume il ruolo del mitragliere di un B-24 Liberator sopra il Mediterraneo.
La missione successiva inizia con lo Sbarco in Sicilia delle truppe Alleate (a Gela), dove il giocatore deve salvare i paracadutisti dell'82ª Aviotrasportata. A Piano Lupo, egli aiuta i paracadutisti dell'82ª Aviotasportata a difendersi contro la 1. Fallschirm-Panzer-Division Hermann Göring, e combatte a Troina, dove conquista la città e occupa tutta la Sicilia.
Dopo che la sua unità è stata spostata in Inghilterra, il giocatore partecipa all'invasione del D-Day, distruggendo bunker e magazzini di munizione e infine catturando un FlaK 88 per vincere il livello. Il gioco si sposta su Mons, Eilendorf e Crucifix Hill, dove il giocatore si sposta pian piano verso la Germania.
Gli ultimi due livelli prendono posto a Buchholz e nella Linea Sigfrido, dove il giocatore guida i suoi uomini su un ponte in Germania nell'inverno nevoso del 1944-1945, dopo l'Offensiva delle Ardenne. Il gioco finisce dopo che due Razzi V2 vengono distrutti.

## Modalità di gioco
Il giocatore ha a disposizione diverse armi, fra cui mitragliatrici, mitragliatori, fucili, granate e dispositivi anticarro.

## Personaggi
I personaggi principali sono i seguenti (i gradi si riferiscono all'inizio del gioco, nelle ultime missioni infatti tutti i personaggi ricevono una promozione):
- Sergente Glenn "Hawk" Hawkins: Nato e cresciuto a Duluth, nel Minnesota, il sergente Hawkins è un uomo di poche parole. Il suo umorismo pungente lo ha aiutato a stringere legami con i suoi uomini. Nel gioco è un mitragliere. Viene ferito 3 volte, in Africa, in Italia ed in Belgio. In italiano è doppiato da Alessandro Maria D'Errico.
- Tenente Norman Delaney: convinto dal padre veterano della prima guerra mondiale a partecipare al conflitto, è un ottimo combattente.
- Soldato semplice Victor "Vic" Denley: robusto e tenace, si dice che non abbia una buona mira: svuotò un caricatore contro un bersaglio a venti metri, nel gioco è un mitragliere di supporto. Verrà ucciso in Sicilia.
- Soldato semplice Alvin "Brooklyn" Bloomfield: simpatico e intraprendente, viene dal Bronx, nonostante il suo soprannome. Perirà nell'ultima missione.
- Soldato semplice Stephen Kelly: è un soldato istruito e ben addestrato. Non perde mai la concentrazione. Nel gioco è un fuciliere. Sarà praticamente l'unico compagno ad iniziare e finire il gioco con il personaggio giocante.

### Doppiaggio
| Personaggio      | Doppiatore originale | Doppiatore italiano       |
| ---------------- | -------------------- | ------------------------- |
| Glenn Hawkins    | Michael Cudlitz      | Alessandro Maria D'Errico |
| Stephen Kelly    | Richard Speight Jr   | Massimo Di Benedetto      |
| Victor Denley    | David Rees Snell     | Walter Rivetti            |
| Alvin Bloomfield | Frank John Hughes    | Matteo Zanotti            |